# نایلسی
latitudeنایلسیlongitudeنایلسی
نایلسی (به انگلیسی: Nailsea) یک بلوک شهری در بریتانیا است که در انگلستان واقع شده‌است.

## خصوصیات
نایلسی ۱۵٬۶۳۰ نفر جمعیت دارد.